# Breathe (canción de Erasure)
«Breathe» es el trigésimo disco sencillo publicado del grupo inglés de música electrónica Erasure, lanzado en 2005.

Este sencillo es una canción compuesta por (Clarke/Bell).

## Descripción
Breathe fue el primer sencillo adelanto del álbum Nightbird. Este sencillo llegó al puesto 4 del ranking británico, al 35 en Alemania y número 1 en Dinamarca.
Los arreglos vocales fueron producidos y grabados por Steve Walsh. Voces adicionales por Jill Walsh.

## Lista de temas
| CD Sencillo (CDMUTE330) 1. «Breathe» 3:48 2. «Gone Crazy» 3:26 CD Sencillo (LCDMUTE330) 1. «Breathe» (LMC Extended Club Mix) 6:09 2. «Breathe» (When Andy Bell Met Manhattan Clique Extended Remix) 7:16 3. «Breathe» (Acoustic Version) 3:59 4. Enhanced Section: Exclusive Digimpro Remix Software (programa de computación para poder remixar Breathe en Windows PC) DVD Sencillo (DVDMUTE330) 1. «Breathe» (Radio Version) 3:46 2. «Mr Gribber And His Amazing Cat» 2:42 3. «Breathe» (Video) 3:53 CD maxisencillo (92592) 1. «Breathe» (Radio Version) 3:46 2. «Breathe» (Álbum Versión) 3:48 3. «Gone Crazy» 3:26 4. «Mr. Gribber And His Amazing Cat» 2:42 5. «Breathe» (Acoustic Version) 3:59 6. «Breathe» (Pete Heller's Phela Mix) 7:13 7. «Breathe» (LMC Extended Club Mix) 6:09 8. «Breathe» (When Andy Bell Met Manhattan Clique Extended Remix) 7:16 9. «Breathe» Video (Enhanced CD Rom) 3:53 | Internet (iMUTE330) 1. «Breathe» (Radio Version) 3:46 CD Promo (RCDMUTE330) 1. «Breathe» (Radio Version) 3:46 2. «Breathe» (LMC Radio Edit) 3:30 3. «Breathe» (Andy Bell / Manhattan Clique Radio Edit) 3:44 CD Promo (PCDMUTE330) 1. «Breathe» (LMC Extended Club Mix) 6:09 2. «Breathe» (When Andy Bell Met Manhattan Clique Extended Remix) 7:16 3. «Breathe» (LMC Extended Dub Mix) 6:26 4. «Breathe» (Álbum Versión) 3:48 Vinilo Promo (MUSDJ165-0) - A1. «Breathe» (Pete Heller's Phela Club Mix) 7:11 - A2. «Breathe» (When Andy Bell Met Manhattan Clique Extended Remix) 7:17 - B1. «Breathe» (LMC Extended Club Mix) 6:10 - B2. «Breathe» (Pete Heller's Phela Dub Mix) 8:04 CD Promo (MUSDJ167-2) 1. «Breathe» (Swiss American Federation Mix) 3:40 |

## Créditos
Este sencillo tiene dos lados B: Gone Crazy y el instrumental Mr. Gribber And His Amazing Cat ambos escritos por (Clarke/Bell).

## Datos adicionales
EL video promocional se basa en el cuento La pequeña cerillera de Hans Christian Andersen

Ciertas versiones de CD, traen un programa de computación para poder remixar Breathe. En el DVD aparece el video de Breathe.

Independientemente de las numerosas canciones tituladas Breathe de distintos grupos y solistas, el grupo Depeche Mode, en el cual se diera a conocer Clarke, publicó poco antes, en 2001, una canción también titulada Breathe, en su álbum Exciter, aunque sólo comparten el nombre.